# Francisco José de Azevedo Aguiar Brandão
Francisco José de Azevedo Aguiar Brandão (10 de abril de 1796 – 6 de maio de 1872), foi um destacado industrial e político português do século XIX, reconhecido pela sua contribuição ao desenvolvimento económico e político da região de Santa Maria da Feira.

## Biografia
Francisco José nasceu a 10 de abril de 1796, em Paços de Brandão, no seio de uma família ligada à agricultura. Demonstrando desde jovem um espírito empreendedor, dedicou-se à indústria papeleira, que viria a ser a sua principal atividade.
Em 1825, fundou uma fábrica de papel no lugar de Riomaior, em Paços de Brandão, considerada uma das pioneiras na região. A fábrica destacou-se pela qualidade do papel produzido, sendo agraciada com a Medalha de Cobre na Exposição Nacional da Indústria em Lisboa, no ano de 1863.

### Participação política
Francisco José teve um papel ativo na política, sendo vereador da Câmara Municipal da Feira e um defensor dos ideais liberais durante a guerra civil portuguesa entre liberais e absolutistas. Foi condecorado em 1837 com o grau de Cavaleiro da Ordem de Cristo pela rainha D. Maria II, em reconhecimento à sua dedicação à causa liberal.

## Legado
Francisco José faleceu a 6 de maio de 1872, na sua terra natal, Paços de Brandão. O seu legado permanece vivo na história da indústria local e na memória política da região. É frequentemente recordado como um exemplo de empreendedorismo e dedicação à comunidade.

## Família
Francisco José era filho de:
- António Aguiar Brandão, agricultor;
- Maria de Azevedo Aguiar, doméstica.

Casou-se com:
- Nome do cônjuge desconhecido.

Seus filhos incluíram:
- Maria de Azevedo Brandão
- José de Azevedo Brandão
- Outros filhos não documentados publicamente.

## Prémios e Condecorações
- Medalha de Cobre na Exposição Nacional da Indústria, Lisboa, 1863.
- Cavaleiro da Ordem de Cristo, 1837.